# Cyrtorchis
Genre
Cyrtorchis est un genre de plantes de la famille des orchidées.

## Liste d'espèces
Selon Catalogue of Life (7 décembre 2017) :
- Cyrtorchis arcuata (Lindl.) Schltr.
- Cyrtorchis aschersonii (Kraenzl.) Schltr.
- Cyrtorchis brownii (Rolfe) Schltr.
- Cyrtorchis chailluana (Hook.f.) Schltr.
- Cyrtorchis crassifolia Schltr.
- Cyrtorchis erythraeae (Rolfe) Schltr.
- Cyrtorchis glaucifolia Summerh.
- Cyrtorchis guillaumetii (Pérez-Vera) R.Rice
- Cyrtorchis hamata (Rolfe) Schltr.
- Cyrtorchis henriquesiana (Ridl.) Schltr.
- Cyrtorchis injoloensis (De Wild.) Schltr.
- Cyrtorchis letouzeyi Szlach. & Olszewski
- Cyrtorchis monteiroae (Rchb.f.) Schltr.
- Cyrtorchis neglecta Summerh.
- Cyrtorchis praetermissa Summerh.
- Cyrtorchis ringens (Rchb.f.) Summerh.
- Cyrtorchis seretii (De Wild.) Schltr.
- Cyrtorchis submontana Stévart, Droissart & Azandi

Selon Tropicos (7 décembre 2017) (Attention liste brute contenant possiblement des synonymes) :
- Cyrtorchis aberrans Mansf.
- Cyrtorchis acuminata (Rolfe) Schltr.
- Cyrtorchis angustifolia (De Wild.) Schltr.
- Cyrtorchis arcuata (Lindl.) Schltr.
- Cyrtorchis aschersonii Schltr.
- Cyrtorchis belloneorum Chiron
- Cyrtorchis bistorta (Rolfe) Schltr.
- Cyrtorchis bracteata Schltr.
- Cyrtorchis brownii (Rolfe) Schltr.
- Cyrtorchis buchholziana (Kraenzl.) Schltr.
- Cyrtorchis chailluana (Hook. f.) Schltr.
- Cyrtorchis crassifolia Schltr.
- Cyrtorchis crenata (Rchb. f. ex B.S. Williams) Garay
- Cyrtorchis cufodontii Chiov.
- Cyrtorchis droogmansiana (De Wild.) Schltr.
- Cyrtorchis ealaensis (De Wild.) Schltr.
- Cyrtorchis erythraeae (Rolfe) Schltr.
- Cyrtorchis glaucifolia Summerh.
- Cyrtorchis guillaumetii (Pérez-Vera) R.Rice
- Cyrtorchis hamata (Rolfe) Schltr.
- Cyrtorchis helicocalcar Bellone
- Cyrtorchis henriquesiana (Rolfe) Schltr.
- Cyrtorchis hookeri (Rolfe) Schltr.
- Cyrtorchis injoloensis (De Wild.) Schltr.
- Cyrtorchis latibracteata (De Wild.) Schltr.
- Cyrtorchis letouzeyi Szlach. & Olszewski
- Cyrtorchis monteiroae (Rchb. f.) Schltr.
- Cyrtorchis neglecta Summerh.
- Cyrtorchis praetermissa Summerh.
- Cyrtorchis refracta (Kraenzl.) Schltr.
- Cyrtorchis ringens (Rchb. f.) Summerh.
- Cyrtorchis sedeni (Rchb. f.) Schltr.
- Cyrtorchis seretii (De Wild.) Schltr.
- Cyrtorchis subcylindrifolia (De Wild.) Schltr.
- Cyrtorchis submontana Stévart, Droissart & Azandi
- Cyrtorchis whytei (Rolfe) Schltr.